# Kletečná (Berg)
Der Kletečná (auch Malá Milešovka, deutsch: Kletschen, 706 m) ist ein markanter Berg im linkselbischen Böhmischen Mittelgebirge (České středohoří) in Tschechien. Mit dem benachbarten Milešovka (Milleschauer) bildet der Berg jene markante Doppelformation, die ein Wahrzeichen des Böhmischen Mittelgebirges darstellt.

## Lage und Umgebung
Der Kletečná befindet sich zentral im westlichen Teil des Böhmischen Mittelgebirges, ungefähr 10 km südlich von Ústí nad Labem (Aussig). An seinem Fuße befinden sich die zu Velemín (Wellemin) gehörigen kleinen Dörfer Kletečná (Kletschen) und Zbožná (Boschnei) sowie das zu Žim (Schima) gehörige Záhoří (Sahorz). Über die nahe gelegene Passhöhe Paškapole (Paschkopole) verläuft die Fernstraße Nr. 8 von Prag zur deutschen Grenze bei Cínovec/Zinnwald.

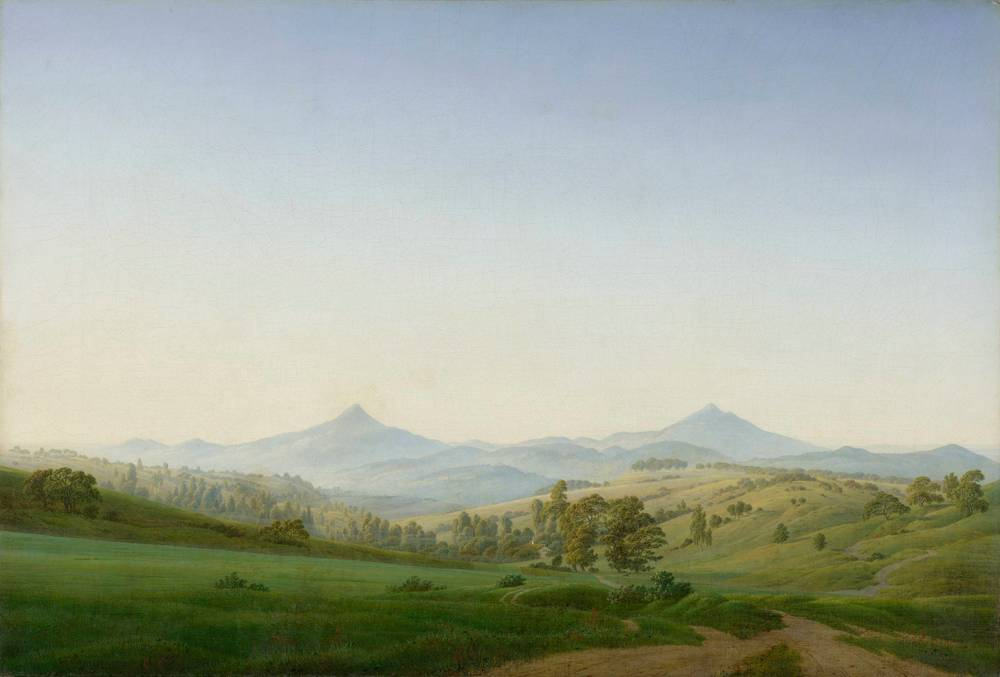
Böhmische Landschaft von Caspar David Friedrich

## Wege zum Gipfel
Zum Kletečná führen keine markierten Wanderwege. Ein Aufstieg auf den Gipfel ist auf der Westseite über einen schmalen Pfad möglich.